# Estación de Esparreguera
Esparreguera es la estación cabecera del Teleférico Olesa-Esparraguera de FGC que comunica con la vecina localidad de Olesa de Montserrat situada en el municipio homónimo. Se inauguró en 2005.
El teleférico forma parte de la línea Llobregat-Noya y por lo tanto tiene la misma tarificación que el resto de la línea.
| << cabecera                          | < estación | línea                         | estación >          | cabecera >>         |
| ------------------------------------ | ---------- | ----------------------------- | ------------------- | ------------------- |
| Teleférico Olesa-Esparraguera de FGC |            |                               |                     |                     |
| terminal                             | terminal   | Teleférico Olesa-Esparraguera | Olesa de Montserrat | Olesa de Montserrat |